# Hoher Rosshuf
Der Hohe Rosshuf (3199 m s.l.m., italienisch Piè di Cavallo) ist ein Gipfel im Westen der Venedigergruppe und liegt an der österreichisch-italienischen Grenze zwischen Ost- und Südtirol. Der Gipfel befindet sich im Rosshufkamm, der am Südwestgrat der Dreiherrnspitze (3499 m s.l.m.) beginnt und für den er namensgebend ist. In diesem Kamm befinden sich in unmittelbarer Nähe des Hohen Rosshufs mit Westlichem (3144 m s.l.m.), Mittlerem (3180 m s.l.m.) und Östlichem Rosshuf (3171 m s.l.m.) weitere Gipfelpunkte, wobei die ersten beiden westlich des Hohen Rosshufs liegen, letzterer nordöstlich. Die Bergflanken auf Osttiroler Seite sind Teil des Nationalparks Hohe Tauern, die Südtiroler Anteile am Berg im Naturpark Rieserferner-Ahrn unter Schutz gestellt.
Die Erstbesteigung des Hohen Rosshufs erfolgte im Jahr 1854 durch A. Berger und Messgehilfen aus dem Virgental, wobei man meinte, auf der Dreiherrnspitze zu sein. Für den entlegenen und schwer zugänglichen Westlichen Rosshuf gelang die Erstbesteigung am 20. Juli 1904 E. Franzlin über den Westgrat.

## Lage und Umgebung
Der Rosshufkamm verläuft von der Dreiherrnspitze zum Hohen Rosshuf über etwas mehr als zwei Kilometer in südwestlicher Richtung, wobei mehrere Gipfelpunkte den Hohen Rosshuf an Höhe übertreffen, zum Beispiel der Althausschneideturm mit 3275 m. Am Hohen Rosshuf biegt der Rosshufkamm in westliche Richtung ab, zudem zweigt in Richtung Süden mit dem Umbalkamm ein weiterer Seitenkamm ab. In letzterem, zur Rötspitze (3495 m) ziehenden Kamm, ragt als nächster Gipfel der Ahrner Kopf (3050 m) auf, durch das Hintere Umbaltörl (2849 m) getrennt. Nördlich des Rosshufkamms befindet sich das Lahnerkees mit seinen Seitengletschern, südöstlich liegt das Althauskees, das den nordwestlichen Teil des Umbalkees darstellt.

## Anstiegsmöglichkeiten
Der einfachste Anstieg erfolgt vom Hinteren Umbaltörl (2849 m) über Teile des Südgrats und der Südostflanke. Das Hintere Umbaltörl kann von Südtiroler Seite von der Lenkjöchlhütte erreicht werden oder von Osttirol von der Clarahütte über das Vordere Umbaltörl. Die Route vom Hinteren Umbaltörl führt zunächst in nördlicher Richtung, entweder auf dem Grat oder in der Flanke östlich davon. Weiter oberhalb, am flachen Abschnitt des Gratverlaufs, ist es vorteilhaft, den plattigen Gratabschnitt in der östlichen Flanke auf dem oberen Teil des Althauskees zu umgehen, allerdings kann hierfür Eisausrüstung erforderlich sein. Der weitere Anstieg erfolgt anschließend am einfachsten über den Blockhang südöstlich des Gipfels. Auf der Route vom Umbaltörl sind leichte Kletterstellen zu bewältigen (Kletterschwierigkeiten bis UIAA I), aber bereits der Zustieg zum Hinteren Umbaltörl weist eine kurze Kletterstelle auf (UIAA II), die versichert ist. Von der Lenkjöchlhütte benötigt man für die Gipfelbesteigung etwa 2,5 Stunden, von der Clarahütte sind etwa 4,5 Stunden einzuplanen.

## Gipfelzeichen

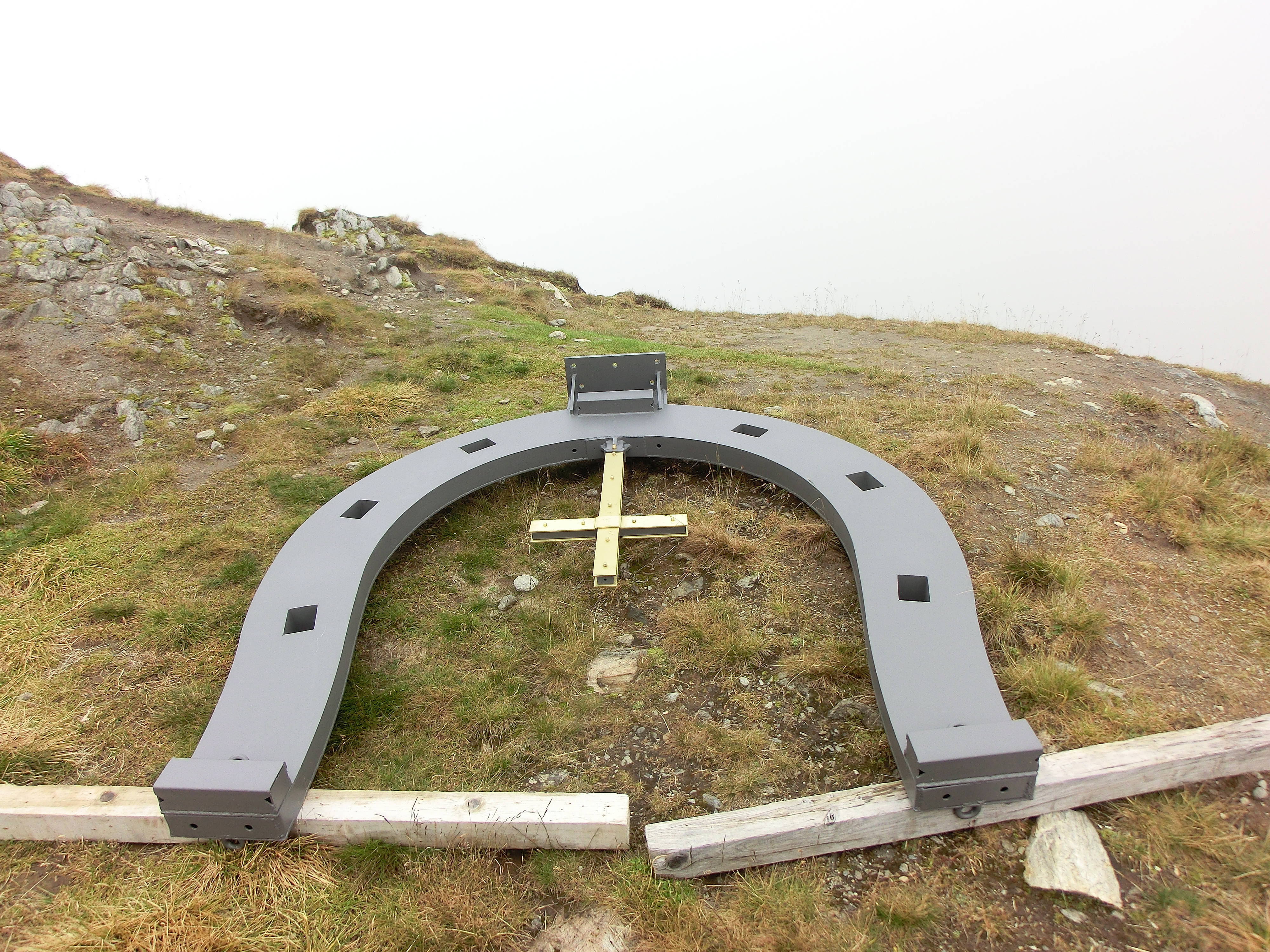
Gipfelkreuz an der Lenkjöchlhütte vor der Montage

Ende September 2014 war auf Betreiben von Richard Steger, des Hüttenwirts der Lenkjöchlhütte, am Gipfel des Hohen Rosshufs ein neues Gipfelzeichen aufgestellt worden – das vorige, einfache Holzkreuz war in reparaturbedürftigem Zustand. Das neue Gipfelzeichen hatte die Form eines Hufeisens, passend zum Namen des Berges. In der Mitte des mit Sockel etwa 4,5 Meter hohen und 2 Meter breiten Hufeisens sollte noch ein 1,2 Meter hohes Messingkreuz eingefügt werden. Dieses sollte aber entsprechend einem Tiroler Brauch zum Gipfel getragen werden – im Gegensatz zum Hufeisen, das mit dem Helikopter zum Gipfel geflogen worden war.
Bereits im März 2014 hatte Steger bei der zuständigen Forst- und Domänenverwaltung einen Antrag für die Aufstellung des Gipfelzeichens gestellt. Nachdem ein halbes Jahr später noch kein Bescheid ergangen war, initiierte er die Aufstellung des Gipfelzeichens, da er von einem positiven Bescheid ausging – wie dies einige Jahre zuvor beim Ahrner Kopf der Fall war. Im Frühjahr 2015 schließlich, nach einem Bericht in einer Lokalzeitung, erging ein negativer Bescheid und Steger wurde eine enge Frist für die Entfernung des Hufeisens gesetzt. Begründet wurde dies damit, dass das Gipfelzeichen nicht der traditionellen Form entspricht. Im Juli 2015 wurde das Hufeisen mit dem Helikopter abtransportiert und steht nun am Parkplatz am Talende in Kasern bei der Hinweistafel der Lenkjöchlhütte.